# Rosacruz

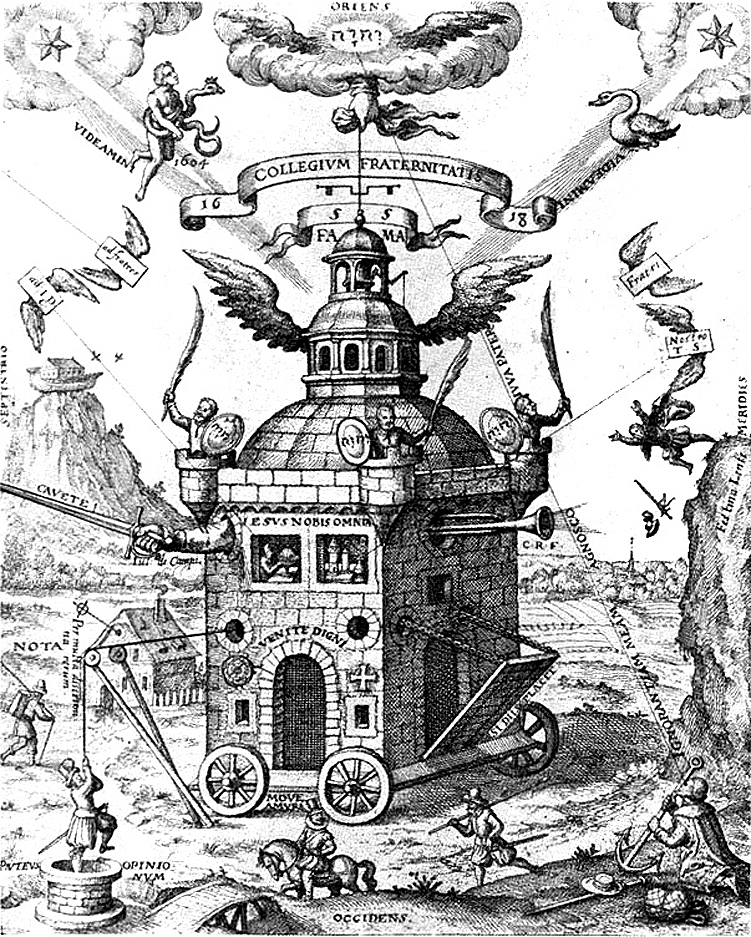
El Templo de la Rosa Cruz, de Teófilus Schweighardt Constantiens, 1618.

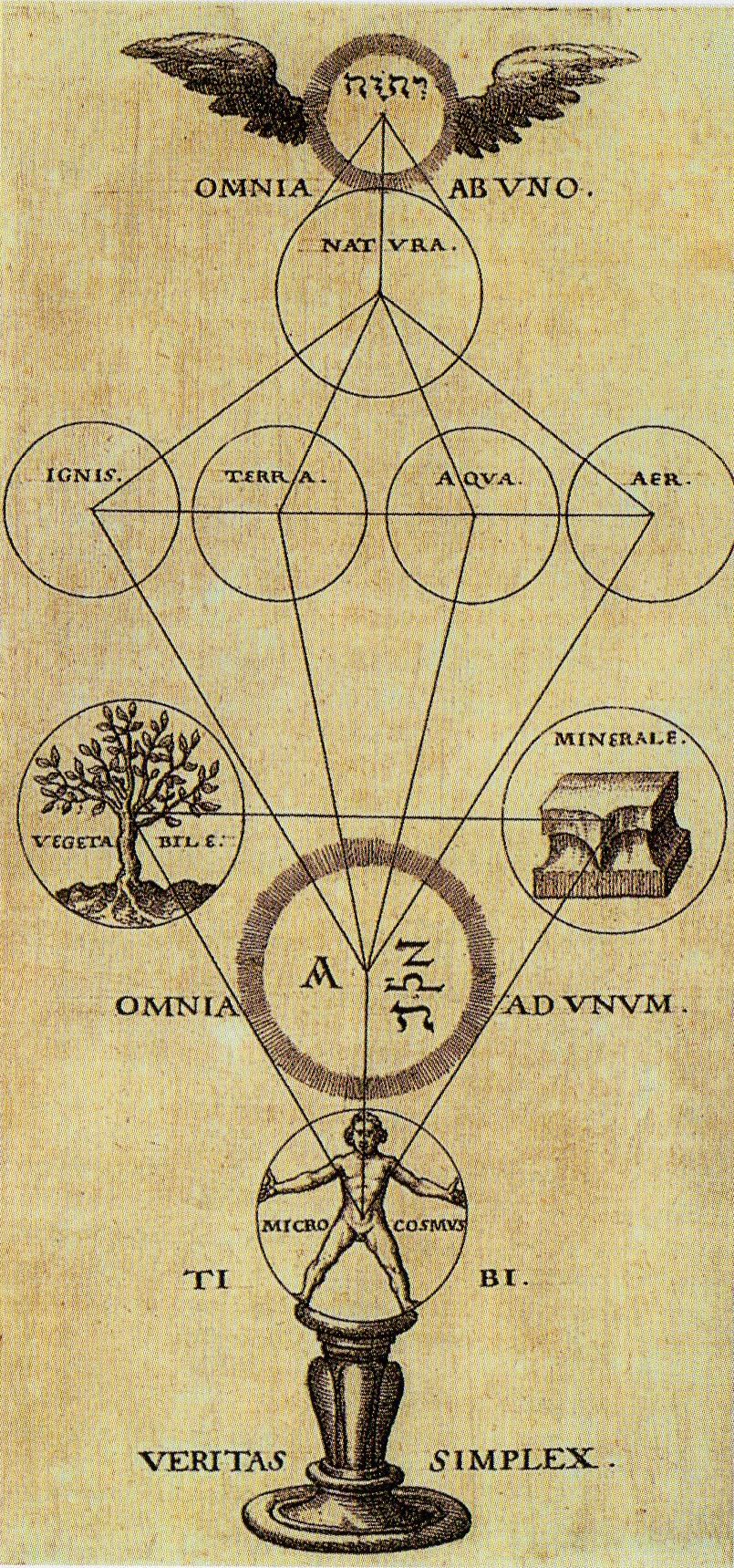
Una representación del concepto rosacruz del árbol de la pansofía, 1604.

El rosicrucianismo es un movimiento espiritual y cultural que surgió en el período posmedieval en Europa a comienzos del siglo XVII, tras la publicación de varios textos anunciando al mundo una nueva orden esotérica. El término rosacruz se refiere, así, originalmente a una legendaria orden secreta que habría sido fundada, según la Fama Fraternitatis publicada en 1614, por «[...] el Padre Divino y altamente iluminado, nuestro Hermano C.R.» iniciales de Christian Rosenkreuz,[cita requerida] supuestamente nacido en 1378. 
Las enseñanzas rosicrucianas son una combinación de ocultismo y otras creencias y prácticas religiosas, incluyendo el hermetismo, el misticismo judío y el gnosticismo cristiano. El rasgo central del movimiento rosacruz es la creencia en que sus adeptos poseen una sabiduría secreta que les fue transmitida desde tiempos antiguos. Diversas organizaciones esotéricas modernas normalmente denominadas fraternidades u órdenes, que dependiendo de la organización, usan rituales relacionados, cuando menos en sus formas, con la francmasonería, reivindican ser las herederas de la legendaria Orden Rosacruz, dada a conocer públicamente en el siglo XVII. Entre estas organizaciones rosicrucianas se incluyen la Orden de la Rosacruz Dorada (décadas de 1750 a 1790), la Societas Rosicruciana in Anglia (1865–presente) y la Orden Hermética de la Aurora Dorada (1887–1903).
Los símbolos asociados generalmente al término «rosacruz» son bastante heterogéneos, aunque normalmente en su gran mayoría suelen estar compuestos por diferentes combinaciones de una o más rosas decorando una cruz. En algunos casos se usa una cruz envuelta por una corona de rosas; junto al símbolo puede aparecer un triángulo doble o una estrella. En otros casos es simplemente una cruz, a veces dorada, con una rosa en su centro, e incluso puede tratarse simplemente de algunos símbolos geométricos como el círculo, el cuadrado y el triángulo, unidos en uno solo. En otras ocasiones la rosa o la cruz pueden estar adornadas con símbolos cabalísticos o alquímicos, e incluso por símbolos egipcios. Por tanto, podría decirse que el símbolo utilizado para representar el término «rosacruz» varía dependiendo de la fraternidad que lo utilice, y de su naturaleza.
De la misma forma puede variar su escritura, ya que algunas organizaciones o autores actuales utilizan el término escrito como si fuera una única palabra («Rosacruz»), otras como si fueran dos palabras diferentes («Rosa Cruz») o bien uniendo estas palabras por un guion o una cruz («Rosa-Cruz» o también «Rosa+Cruz») e incluso otras prefieren utilizar el término latino (Rosae Crucis). Para finalizar, algunas organizaciones usan el adjetivo («Rosacruciana») para definirse.
«Rosacruz» también designa en masonería el séptimo y último grado del Rito Francés y el grado dieciocho en el Rito Escocés Antiguo y Aceptado y en el Rito de Memphis y Mizraím, denominado «Soberano Príncipe Rosacruz, Caballero del águila y el pelícano», que tiene como símbolos principales el pelícano, la rosa y la cruz. El término «rosacruz» puede designar asimismo al miembro de la masonería o de alguna otra fraternidad de naturaleza similar que ha alcanzado el grado de «Caballero Rosacruz».

## Antecedentes históricos en la literatura

### Los tres manifiestos rosacruces
Las primeras referencias históricas a la Orden de la Rosa Cruz proceden de la Fama Fraternitatis, obra esotérica publicada en Kassel, Alemania, en el año 1614, de autor anónimo y desconocido, que ha sido, sin embargo, atribuida por varios autores a Johann Valentin Andreae (1586-1654), sin que exista, no obstante, ninguna prueba formal que apoye esta tesis. 

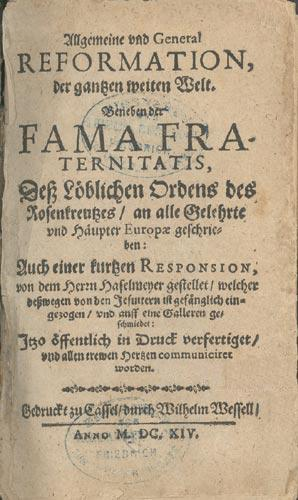
Fama Fraternitatis.

Según lo relatado en la Fama, la Orden Rosacruz tendría sus orígenes en Christian Rosenkreuz, personaje legendario nacido en 1378 en Alemania. A partir de 1393 este místico alemán iniciaría un periplo iniciático que le llevaría a visitar varios países lejanos como Damcar, Palestina, Tierra Santa, Egipto y Marruecos entre otros, donde estudió durante años con maestros de las ciencias ocultas.
Según la Fama, a su retorno a Alemania en 1407, fundó la Orden Rosa-Cruz, que estaría constituida por un pequeño grupo de no más de ocho personas, y de los cuales esta obra da sus nombres y funciones en el seno de la Orden. Cuando Christian Rosenkreuz murió en 1484, la Orden se extinguió y la localización de su tumba permaneció desconocida hasta que en 1604 fue redescubierta y, como consecuencia, la Orden Rosacruz «renacida».
La existencia o no de Christian Rosenkreuz divide a los rosacruces actuales. Algunos la aceptan como un hecho histórico, mientras que otros la consideran una leyenda plagada de tintes simbólicos y referencias esotéricas, e incluso otros afirman que el mítico fundador de la Orden no fue más que un seudónimo usado por ciertos personajes, realmente históricos como Francis Bacon, por ejemplo, para ocultar su verdadera identidad.
Otros dos documentos importantes en relación con la fundación de la Orden Rosacruz fueron la Confessio Fraternitatis, publicada también en Kassel en (1615), anónima pero atribuida de igual forma a Andreae, y Las bodas alquímicas de Christian Rosacruz publicada en 1616 y atribuida por otros a Francis Bacon. La Confessio Fraternitatis está indiscutiblemente ligada a la Fama, ya que podría afirmarse que es una continuación de la misma y matiza y amplía algunas afirmaciones vertidas en la primera. Con respecto a las Bodas alquímicas, explica utilizando el lenguaje simbólico y alquímico el proceso místico de Christian Rosenkreuz. 
La publicación de estos textos provocó una intensa excitación por toda Europa, dando lugar a innumerables reediciones y la puesta en circulación de diversos panfletos relacionados con los citados textos, si bien los autores de tales panfletos evidentemente poco o nada sabían sobre las intenciones reales del autor original de los mismos.

### Sincerus Renatus
Este fue el seudónimo de Samuel Richter, que en 1710 publicó en Breslau (Alemania) una obra de contenido fundamentalmente alquímico titulada La Verdadera y Completa Preparación de la Piedra Filosofal, de la Hermandad de la Orden de la Rosa Cruz de Oro. Esta obra contenía además sesenta y dos reglas que regulaban distintos aspectos de la Orden, desde la admisión e iniciación de nuevos candidatos, pasando por las reuniones que se celebraban en Núremberg y Ancona, hasta el oficio de Imperator o la etiqueta entre hermanos. Sin embargo, Samuel Richter afirma en el prefacio de su obra que esta no es original, sino que está copiada de un antiguo manuscrito que él atribuye a un "Profesor del Arte", cuya identidad no puede revelar al público. Para algunos historiadores del Rosacrucismo, como Christian Rebisse, no hay evidencias de que la Orden de la Rosacruz de Oro, descrita por Sincerus Renatus en su obra, haya existido alguna vez. Para Arthur E. Waite, esta obra está conectada de alguna forma con otra de singular importancia, Los Símbolos Secretos de los Rosacruces en los Siglos XVI y XVII, y según él "parecen haber emanado de la misma fuente".

### Los símbolos secretos de los rosacruces
Esta obra fue publicada en Altona, Alemania, en el año 1785, y se imprimió una segunda edición en el año 1788. Compuesta por multitud de dibujos y reproducciones de grabados de corte alquímico y esotérico, es considerada por algunos autores como la más importante obra rosacruz publicada después de los tres manifiestos del siglo XVII. 

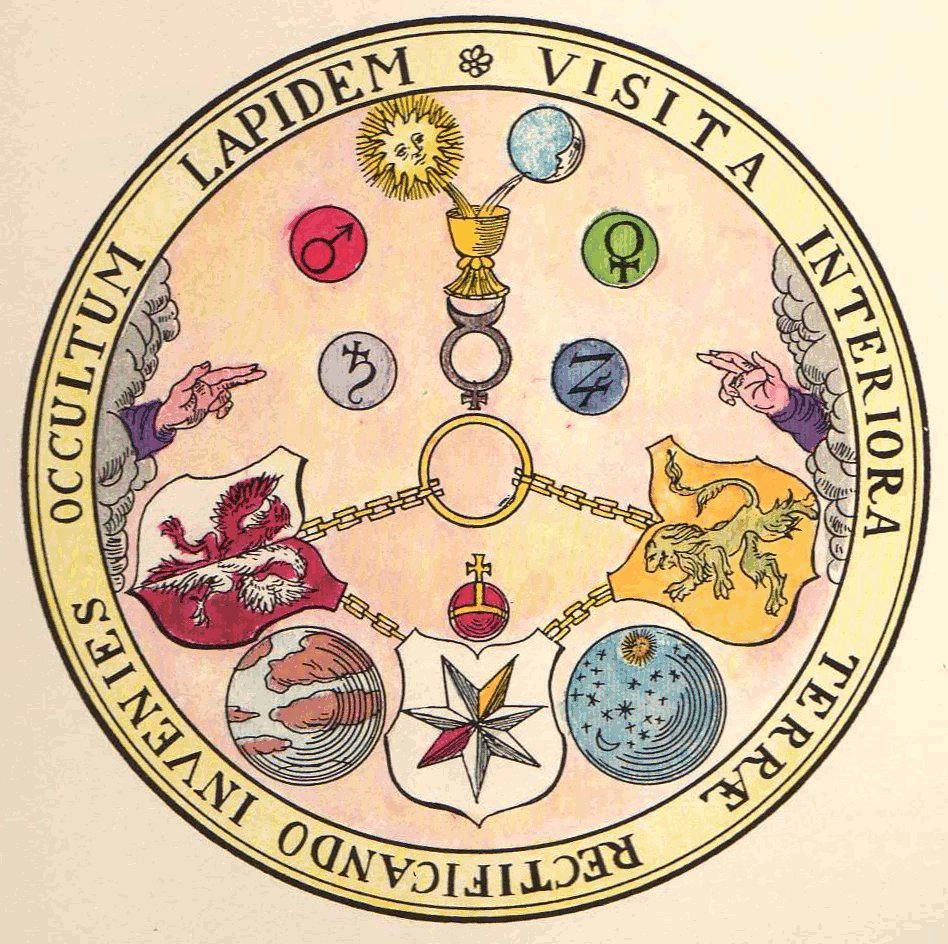
Imagen de los Símbolos Secretos.

Esta obra fue publicada por una Orden masónica denominada la "Rosa Cruz de Oro del Antiguo Sistema", fundada en 1776 por varios miembros de la Logia alemana "Las Tres Espadas". Esta Orden, interesada fundamentalmente en la alquimia, la Cábala y los textos y enseñanzas atribuidos tradicionalmente a los Rosacruces, adoptó un sistema de estudio compuesto por nueve grados, a saber: Juniors, Theoricus, Practicus, Philosophus, Adeptus Minor, Adeptus Major, Adeptus Exemptus, Magistri y por último Magi. Este sistema de grados fue ratificado en la convención que esta Orden celebró en Praga, en el año 1777. Posteriormente algunas organizaciones rosacruces modernas adoptarán este mismo sistema de grados u otros muy similares.

### Zanoni
Es una novela de carácter iniciático, publicada en 1842, cuyo autor, Sir Edward Bulwer-Lytton (1803-1873), narra las peripecias de dos rosacruces, Zanoni y Mejnour, en su intento de transmitir la iniciación rosacruz a dos candidatos, Clarence Glyndon y Viola. Por tanto, podría afirmarse que la obra persigue estar ligada, por lo menos en parte, a los principios originales de la Fama Fraternitatis, ya que esta última describe cómo cada hermano de la Orden "debería buscar a una persona digna que después de su muerte pudiera sucederle", conectando a los protagonistas directamente con la antigua fraternidad del siglo XVII.
La publicación de esta novela marcó un hito importante en la historia y difusión del rosacrucismo, ya que es a partir de su publicación cuando despierta de nuevo el interés por la Orden Rosacruz y sus esotéricas enseñanzas, sobre todo en Inglaterra y también en Francia, donde la novela es traducida y publicada en 1858.

## Principales organizaciones rosacruces en la historia moderna
Sin embargo, alrededor de 1888 comienzan a aparecer multitud de grupos, órdenes y fraternidades que, o bien se consideran como las auténticas continuadoras del legado de Christian Rosenkreuz, o bien reivindican un lazo histórico, filosófico o de cualquier otra índole con la primigenia Orden Rosacruz del siglo XVII. Breves reseñas de cada una de las más importantes organizaciones rosacruces aparecidas durante los siglos XIX y XX, serán aportadas por estricto orden cronológico.

### Fraternitas Rosae Crucis
La Fraternitas Rosae Crucis es una de las más antiguas organizaciones rosacruces de la época moderna. Fundada por Pascal Beverly Randolph (1825-1875) en 1858. Independientemente de la fecha fundacional, la organización reivindica una filiación ininterrumpida desde la publicación de los tres manifiestos rosacruces, atribuidos directamente a Paracelso, personaje que es considerado por la Fraternitas Rosae Crucis como su fundador. Además considera como cofundadores de la misma a otros siete personajes históricos, entre ellos Robert Fludd (1574-1637) y Michael Maier (1568-1622).
La Fraternitas Rosae Crucis afirma ser la única organización rosacruz auténtica en América, y de la misma forma que ocurre con los rosacruces europeos ligados a los tres manifiestos originales, intenta hilar una filiación iniciática ininterrumpida desde 1774, fecha en la que según la organización se celebró el primer Gran Consejo de la Fraternidad en el nuevo continente, más concretamente en Filadelfia, hasta la fundación oficial de la misma por P. B. Randolph. Esta filiación, como ocurre en la mayoría de las organizaciones rosacruces actuales, ha de considerarse más de acuerdo a su aspecto “tradicional” que el propiamente “histórico”, ya que no existe ningún tipo de documentación fidedigna que la respalde.
No obstante, uno de sus “Supremos Grandes Maestros”, Reuben Swinburne Clymer, tuvo conflictos de interés con otra organización rosacruz estadounidense, la AMORC, probablemente debido al rápido éxito cosechado por esta última desde su fundación. Poco después de que Clymer ocupara su cargo, este denunció en varias publicaciones aparecidas a partir de 1928 las actividades de Harvey Spencer Lewis, explicando lo que según su opinión constituía el carácter "irregular" de la AMORC y relacionándola con la Ordo Templi Orientis y en particular con el polémico ocultista Aleister Crowley. 
Es cierto que Lewis fue admitido por Theodor Reuss en el seno de la O.T.O. en 1921, aunque exclusivamente de forma honoraria, y las supuestas relaciones con Crowley no han sido nunca probadas.
La doctrina de la Fraternitas Rosae Crucis enseña que hay un solo Dios, Creador y fuente de todo. Según afirman, en cada individuo se encuentra enterrada una partícula del elemento divino, una chispa divina. Esta chispa celestial es considerada como el alma. Por otra parte, Dios concedió el libre albedrío al ser humano y la posibilidad de disminuir o hacer crecer esta pequeña chispa a través de los pensamientos, deseos y acciones. La vía para desarrollar el alma consistiría en transmutar la naturaleza inferior humana y al mismo tiempo hacer crecer el sentimiento de amor en el interior de cada individuo. 
Actualmente la Fraternitas Rosae Crucis se encuentra presente casi de forma exclusiva en el continente americano, teniendo su sede central en Quakertown, estado de Pensilvania (EE. UU.).

### Societas Rosicruciana in Anglia
La Societas Rosicruciana in Anglia (S.R.I.A.) fue fundada en Londres en 1865 por Robert Wentworth Little (1840-1878), quien fue el "Magus Supremus" de la organización hasta su muerte. R. W. Little era tesorero de la Gran Logia Unida de Inglaterra, en cuya biblioteca dijo haber encontrado ciertos manuscritos rosacruces y rituales antiguos, por medio de los cuales pudo fundar su sociedad rosicruciana y que hoy en día sigue siendo su nexo de unión con los "Fratres Rosae Crucis" alemanes del siglo XV. Para pertenecer a la misma, el candidato ha de ostentar el grado de maestro masón y declararse además como cristiano. La S.R.I.A. tiene como objetivo el estudio y profundización en los conceptos rosacruces y adoptó para sus estudios el sistema de grados de la "Rosa Cruz de Oro del Antiguo Sistema".
A esta organización pertenecieron también otros renombrados esoteristas europeos, como por ejemplo: Kenneth R.H.Mackenzie, quien afirmaba estar iniciado en Austria por el Conde Apponyi y que ayudó a R. W. Little en la organización de la SRIA, Everard Hargrave Jennings, autor de numerosas e importantes obras esotéricas, al igual que el conocido Alphonse Louis Constant (Eliphas Lévi) y otros, algunos de los cuales como William Wym Westcott o Samuel Liddell Mathers participarán más tarde en la fundación de otras organizaciones esotéricas, como la Hermetic Order of the Golden Dawn. Con el transcurrir del tiempo, otros importantes nombres del mundo tradicional, sobre todo masónico, formaron parte de sus filas, como John Yarker; Arthur Edward Waite y Theodor Reuss.
Esta organización tuvo numerosas ramas en muchos países del mundo, algunas de las cuales posteriormente se convirtieron en organizaciones independientes de la SRIA, como, por ejemplo, la Societas Rosicruciana in América.

### Rosae Rubeae et Aureae Crucis

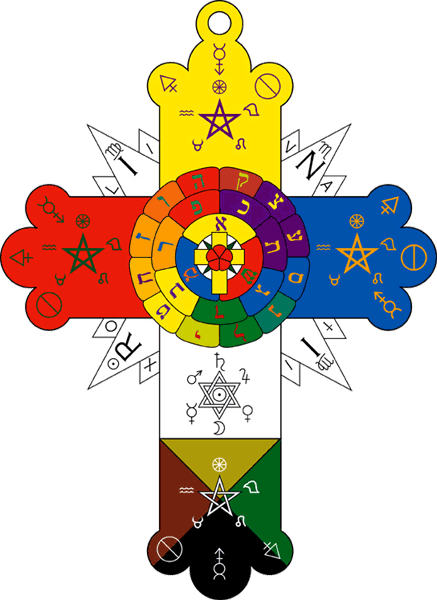
Rosa-Cruz Hermética.

Esta organización es la orden subsecuente de la Orden Hermética de la Aurora Dorada, (Hermetic Order of the Golden Dawn). Su nombre latino se traduce por "Orden de la Rosa Roja y la Cruz de Oro". Para formar parte de la misma es necesario cursar todos los grados de la O.H.A.D., tras lo cual se puede acceder para ser iniciado en los estudios "rosacruces". 
En 1892 tres masones de alto rango fundaron esta organización, a saber, William Wynn Westcott, Samuel Liddell MacGregor Mathers y William R. Woodman, sobre la base de ciertos manuscritos antiguos que supuestamente fueron entregados por la viuda de Kenneth MacKenzie y que contenían cinco rituales cifrados que además podrían estar relacionados con los Símbolos Secretos de los Rosacruces de los Siglos XVI y XVII; así pues, desde sus orígenes la orden se componía, como hasta ahora, de tres grados, que son Adeptus Minor (Adepto Menor), Adeptus Mayor (Adepto Mayor) y Adeptus Exemptus (Adepto Exento). 
La Orden Hermética de la Aurora Dorada, con Samuel L. Mathers a su cabeza como Imperator, tuvo un éxito muy notable, y desde los años 1888 hasta 1900 fue una de las más importantes organizaciones iniciáticas europeas. Agrupó a numerosos y grandes personajes del esoterismo moderno, como Arthur E. Waite o Aleister Crowley.
Esta organización, que se dedica a estudiar todos los aspectos de la Tradición Hermética, incluyendo la magia ritual (teúrgia), alquimia, astrología, cábala, tarot, geomancia y cristianismo esotérico, así como los misterios egipcios, enoquianos, griegos y caldeos, desde sus orígenes ha existido en las sombras, lo que le ha ayudado a subsistir a pesar de las escisiones que ha sufrido. La Auténtica Fraternidad de la Rosa Cruz y Stella Matutina son buenos ejemplos de esas escisiones.
En 1906, como una medida adicional para proteger su integridad, Samuel MacGregor Mathers la incluyó dentro de su sistema de tres órdenes conocido como Orden Rosacruz de Alpha et Omega, correspondiéndole ser la segunda orden u orden interna de dicho sistema.
Actualmente, la Escuela Rosacruz de Misterios Alpha Ωmega es propietaria legítima de la marca registrada de la Rosae Rubeae et Aureae Crucis (R.R. et A.C.) (CIPO reg. TMA506051), transmitiendo sus enseñanzas e iniciaciones tal y como fueron concebidas originalmente, manteniendo así viva y vigente su tradición.

### Orden Cabalística de la Rosa Cruz

Sello de la OKRC.

Fundada en 1888 por el marqués Stanislas de Guaita, un joven muy dinámico que estaba relacionado con otros esoteristas de renombre, como por ejemplo Josephin Péladan, al que admiraba enormemente, o también Oswald Wirth, autor de varias obras esotéricas al que eligió como Secretario de la O.K.R.C., o el mismo Gerard Encausse (Papus), que formó parte de su Consejo Supremo. Este Consejo Supremo estaba compuesto por doce miembros, y formaron parte de él reputados esoteristas de la época como el citado Papus, Paul Adam o el mencionado Josephin Péladan. Entre sus miembros podemos encontrar al Dr. Lalande (Marc Haven), Yvon Le Loup (Paul Sédir), Agustin Chaboseau y muchos otros nombres importantes en la historia del ocultismo moderno.
Como su propio nombre indica, esta Orden estaba dedicada al estudio de la cábala, la alquimia y las antiguas tradiciones ocultistas, en la que el estudio de las obras de Eliphas Lévi, del que Stanislas de Guaïta se consideraba discípulo, ocupaba un lugar importante, así como las de Martínez de Pasqualis, Louis Claude de San Martín, Jacob Boheme y otros. Su ingreso estaba limitado a los miembros de la Orden Martinista que hubieran alcanzado el tercer grado de la misma, es decir, el de Superior Desconocido.
Tras la muerte de su fundador en 1897, la O.K.R.C. tuvo una existencia más teórica que real. Se realizaron intentos de fusionarla con la Orden Rosacruz del Templo y del Grial, fundada por Péladan, pero parece que este no demostró suficiente interés en ello, y finalmente esta Orden caería progresivamente en el olvido.

### Orden de la Rosa-Cruz del Templo y del Grial
En  junio de 1890 la "Orden Cabalística de la Rosacruz" sufrió un cisma, y uno de sus fundadores, Josephin Aimé Péladan (1858-1918), presentó su dimisión como miembro del Consejo Supremo de la misma. Al mismo tiempo dirigió a su antiguo grupo de la O.K.R.C. un "Mandamiento" anunciando la creación de una nueva Orden comúnmente conocida como “Rosa Cruz Estética” en razón a sus propósitos de “centrar su esfuerzo de Luz en el plano artístico”, y dando a conocer los siete miembros que le asistirían en su obra.
Esta nueva organización recibió el nombre oficial de “Orden de la Rosa Cruz del Templo y del Grial”, aunque también se la denomina como “Rosa Cruz Católica” por sus tintes pseudo-religiosos o fuertemente relacionados con esta religión. De hecho según Péladan esta organización tenía como objetivo “la realización de obras de misericordia según el Espíritu Santo, cuyos miembros se esfuerzan en aumentar la Gloria y preparar el Reino. Exige tres votos: de Idealismo para el escudero, de Fidelidad para el caballero y de Obediencia para el comendador. Pide a los sabios en absoluto concluir la Fe, pues toda contradicción ha sido siempre sólo aparente y momentánea".
Según apuntan algunas fuentes el hermano de Josephin Péladan, llamado Adrien, habría podido influir en él para fundar esta nueva Orden sobre la base de una posible filiación con la llamada “Rosa Cruz de Toulouse”, extremos que son meras suposiciones y en absoluto están confirmados, ya que poco o casi nada se sabe en torno a esta última organización Tolosana.
En 1893 esta Orden organizó en París por primera vez los Salones de la Rosa-Cruz, que consistían en exposiciones sobre arte de tipo espiritualista o simbólico, y que según algunos autores tuvieron un éxito considerable. Estos salones acogieron a numerosos estudiosos del ocultismo y el esoterismo y se realizaron periódicamente hasta el año 1897, año en el que también muere Stanislas de Güaita en el castillo de Alteville (Francia), aunque realmente no se puede saber si su muerte tuvo alguna influencia en el cese de estos “Salones de la Rosa-Cruz”.
Actualmente otra Orden Rosa-Cruz, la AMORC, es la que ha recogido el legado de los Salones de la Rosa-Cruz, y bajo esta denominación realiza importantes exposiciones en París, intentando seguir el mismo espíritu que animaba a los salones originales.

### Escuela Rosacruz de Misterios Alpha Ωmega

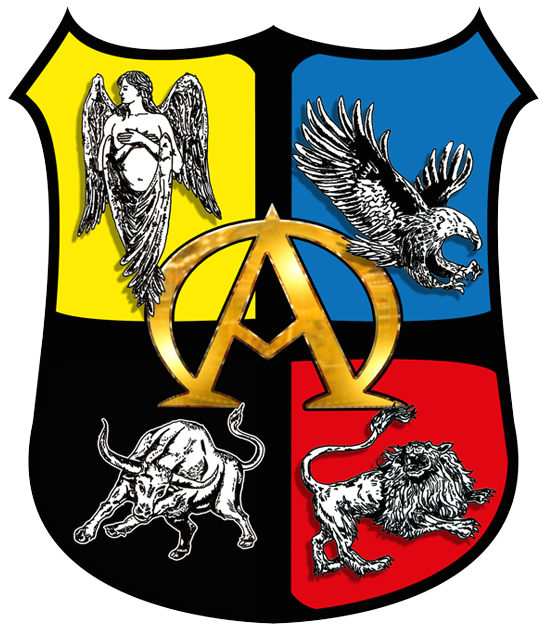
Escudo de la Escuela Rosacruz de Misterios Alpha Ωmega.

La Escuela Rosacruz de Misterios Alpha Ωmega es una Orden Mágica, Hermética y Alquímica, fundada originalmente con el nombre de Orden Rosacruz de Alpha et Omega por Samuel Liddell MacGregor Mathers en 1906, cuya sede actualmente se encuentra en Londres.
Según la tradición, en 1850 el conde Apponyi inició a Kenneth MacKenzie en Austria, transmitiéndole un antiguo linaje rosacruz; MacKenzie registró en forma cifrada todo el conocimiento que le fue transmitido, creando un grupo de documentos compuesto por 60 fojas, conocido como “Los Manuscritos Cifrados”; estos contienen la síntesis de diversos rituales iniciáticos que posteriormente fueron empleados como base de la Orden Hermética de la Aurora Dorada. Junto con la transmisión del conocimiento y el linaje rosacruz, a MacKenzie se le dio el permiso para fundar una rama de esta antigua Orden Rosacruz de la Europa Continental, creando dos templos rosacruces en Inglaterra: el número 1, a cargo del propio MacKenzie, y el número 2, a cargo de F. G. Irwin. Se dice que tiempo después de la muerte de MacKenzie, la viuda de este entregó a William Wynn Westcott una copia de los mencionados manuscritos, en los que supuestamente figuraba la dirección de una persona que vivía en Alemania de nombre Anna Sprengel, los cuales empleó junto con William Robert Woodman y Samuel Liddell MacGregor Mathers para contactarla, obteniendo de ella el permiso para fundar el Templo Isis-Urania n.º 3 en 1888, acto que es considerado como el momento de creación de la Orden Hermética de la Aurora Dorada.
En 1891, Samuel Liddell MacGregor Mathers manifestó que las mismas personas que habían transmitido el linaje rosacruz, el permiso y el conocimiento a Kenneth MacKenzie, lo habían contactado en París, mencionando que estos "Jefes Secretos" -como él los llamó-, le entregaron la información necesaria para fundar una segunda orden rosacruz que se superpondría a la Orden Hermética de la Aurora Dorada, misma que fue fundada por Mathers un año después, en 1894, bajo el nombre de Rosae Rubeae et Aureae Crucis (R.R. et A.C.).
Después de haber fundado la R.R. et A.C., Mathers se mudó permanentemente a París con el fin de mantenerse en comunicación con los “Jefes Secretos”, de quienes recibió los conocimientos y enseñanzas básicos para instituir los últimos tres grados de la Orden, motivándolo a fundar la Orden Rosacruz de Alpha et Omega (A.O.) en 1906, como una superestructura para unir en forma coherente el “Sistema de Tres Órdenes”, con la Orden Hermética de la Aurora Dorada como su Orden Externa o Primera Orden, la R.R. et A.C. como la Orden Interna o Segunda Orden, y los últimos tres grados como la Tercera Orden u Orden Secreta.
Aunque por un largo tiempo la comunicación con los "Jefes Secretos" fue interrumpida, Alpha et Omega manifiesta haber restablecido el contacto en 2002, de quienes dice haber recibido la información necesaria para concluir la obra iniciada por Mathers casi cien años atrás, estableciendo de una vez por todas los últimos tres grados de la Orden.
Con el paso de los años Alpha et Omega ha ido viviendo una renovación interna que le ha permitido pasar de ser una orden cerrada, a ser una institución académica en la que se estudia, analiza, investiga y desarrolla conocimiento oculto de la escuela de tradición occidental, generando día a día nuevos sistemas de enseñanza y conocimientos que son transmitidos a sus varios miles de miembros alrededor del mundo en múltiples idiomas, razón por la cual en 2016 se decidió cambiar el término de Orden por el de Escuela.
La Escuela Rosacruz de Misterios Alpha Ωmega es considerada una tradición rosacruz debido a que filosófica y doctrinariamente mantiene un fuerte vínculo fundacional con la leyenda de Christian Rosenkreuz, estando relacionada con diversos linajes rosacruces, como la alemana "Gold und Rosenkreuzer" (Rosacruz de Oro), de la cual asimiló diversas cuestiones, tal como su estructura de grados; su campo de estudio incluye la trinidad rosacruz original de disciplinas espirituales, conocida como "Trinosofía", es decir, la cábala, la alquimia y la magia, siendo necesario señalar que para Alpha et Omega no existe el "rosacrucismo místico", toda vez que considera que el rosacrucismo es eminentemente mágico.

### La Fraternidad Rosacruz

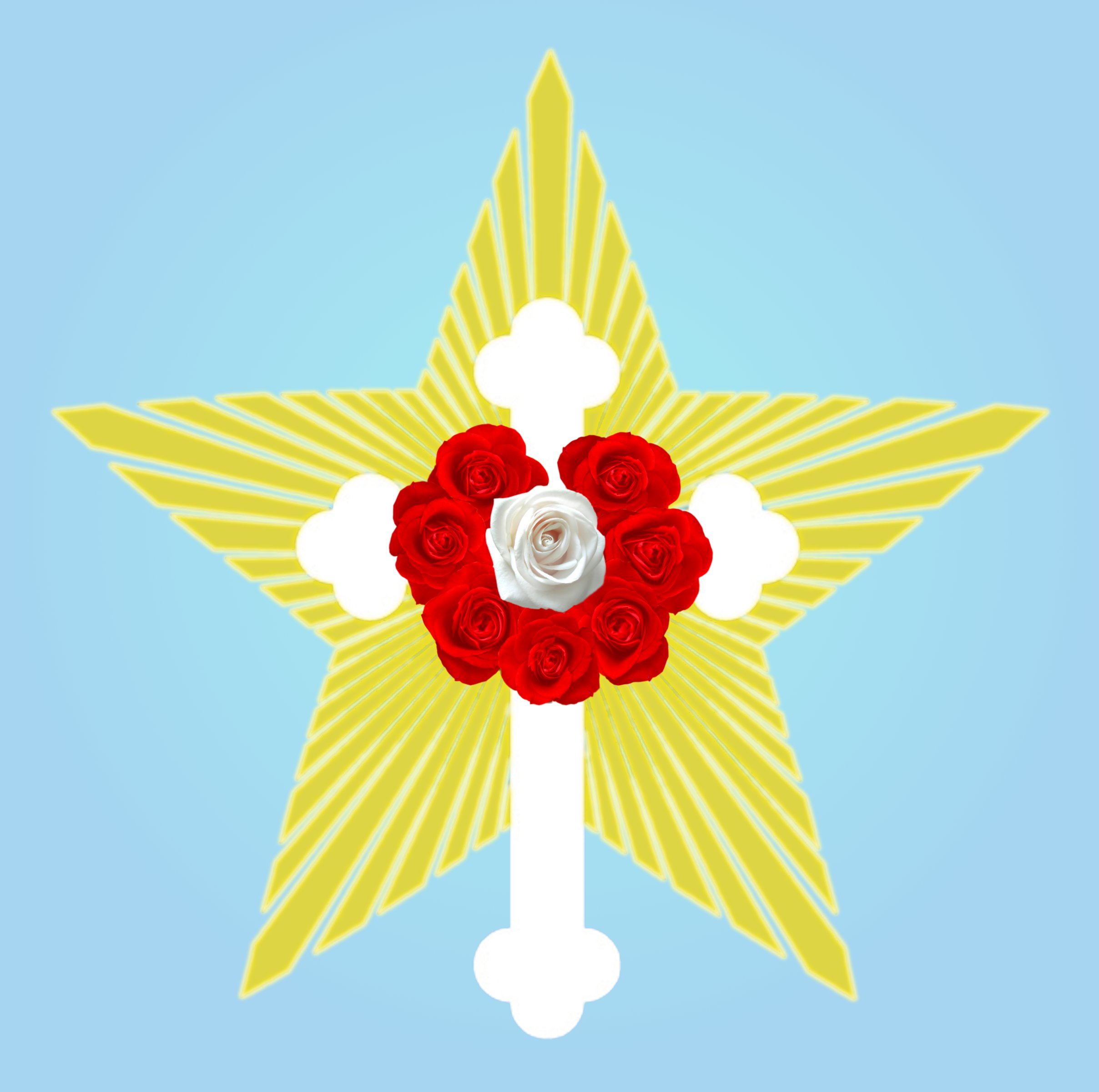
Emblema de La Fraternidad Rosacruz

La Fraternidad Rosacruz fue fundada en 1909 en EE. UU. por Karl Ludwig Von Grasshoff, más conocido por el seudónimo de Max Heindel y actualmente tiene su sede central en Oceanside, estado de California.
Se definen a sí mismos como “místicos cristianos” y según la propia organización su propósito es diseminar una enseñanza definida y lógica sobre el origen, evolución y fin último del ser humano y del universo, intentando actuar como un nexo de unión entre la ciencia y la religión. Paralelamente a la enseñanza de corte cristiano, también transmiten una enseñanza de tipo astrológico, ofreciendo todo su sistema de instrucción espiritual de forma totalmente gratuita.
Tienen por lema: “Una mente pura, un corazón noble, un cuerpo sano”.
El cuerpo fundamental de la enseñanza de la Fraternidad Rosacruz, está basado en el libro que el propio fundador escribió en Nueva York alrededor de 1908, “El Concepto Rosacruz del Cosmos” y que estaría basado en ciertas revelaciones que el autor recibió de los “Hermanos Mayores” con los habría entrado en contacto, siendo estos últimos definidos como “gigantes espirituales de la raza humana”.
La organización cuenta con nueve grados, estando esta estructura muy ligada a conceptos derivados de la astrología. Así cada grado está asociado a uno de los planetas astrológicos tradicionales y a algunas fases lunares. También ofrecen cursos por correspondencia sobre su filosofía y enseñanza.
Al igual que otras organizaciones rosacruces reivindican un lazo tradicional con la Fama Fraternitatis y la Confessio Fraternitais del siglo XVII, exhibiendo las iniciales C.R.C. (Cristian Rosen Creutz) en su emblema, el cual está compuesto por una cruz alrededor de cuyo centro aparece una corona de siete rosas rojas sobre una estrella luminosa de cinco puntas.

### La Antigua y Mística Orden de la Rosa-Cruz

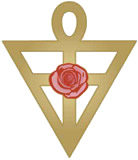
Sello de la AMORC.

Fundada en 1915 en Nueva York (EE. UU.) por Harvey Spencer Lewis, es probablemente una de las organizaciones rosacruces modernas más importantes del mundo. Su nombre original latino es "Antiquus Misticusque Ordo Rosae Crucis", aunque es mundialmente conocida como Orden Rosacruz AMORC. Según su propia definición la AMORC es una organización tradicional, filosófica e iniciática, que perpetúa el conocimiento que le ha sido transmitido por los Rosacruces e iniciados del pasado a través de los siglos.
Harvey Spencer Lewis se había interesado desde muy joven por el esoterismo en general y por el Rosacrucismo en particular, y había siendo miembro fundador y Presidente de la American Society for Psychical Research de Nueva York. En 1909, después de haber tenido contactos con Mary Banck Stacey se trasladó a Toulouse (Francia) donde contactó con una rama de la Rosacruz europea que hasta la fecha no ha podido definirse con exactitud, pero que según algunos historiadores del esoterismo se trataría de la llamada “Rosacruz de Toulouse", de la que Adrien Péladan, hermano de Josephin Péladan, fundador de la Rosa-Cruz Estética, habría sido un importante miembro, junto con otros esoteristas de renombre franceses. Tras haber sido iniciado en la Rosa-Cruz, regresó a América donde promovió diversas actividades relacionadas con el movimiento rosacruz y finalmente fundó la AMORC en 1915.
La Gran Logia Suprema de la AMORC se trasladó en 1917 a Tampa (Florida) y después a San José (California), donde construyó un complejo denominado como Parque Rosacruz, compuesto de un Museo de Antigüedades Egipcias, un planetario, la Universidad Rosacruz Internacional y edificios destinados a albergar las actividades propias de la Orden.
Harvey Spencer Lewis murió en 1939, momento en el que Ralf Maxwell Lewis, su hijo, le sucedió como Imperator, al frente de la AMORC. Bajo el mandato de su segundo imperator, la AMORC conoció una expansión mundial y cosechó un gran número de miembros, formando Logias en muchos países del mundo.
A la muerte de Ralph. M. Lewis en 1987 fue nombrado imperator Gary L. Stewart, el cual fue destituido por acuerdo unánime de la Gran Logia Suprema de la AMORC en 1990, al parecer debido a cuestiones de tipo financiero que nunca llegaron a aclararse completamente. Actualmente el Imperator es el italiano Claudio Mazzucco, nombrado el 18 de agosto de 2019.
Después de la destitución de Gary L. Stewart, la AMORC sufrió diversas escisiones, de los cuales surgieron organizaciones rosacruces minoritarias y similares a la AMORC en su estructura, como la ConFraternitatis Rosae Crucis, fundada en 1996 por el propio Steewart, la Cenacle de la Rose-Croix en Francia, la Ancient Rosae Crucis en EE. UU. y otras.

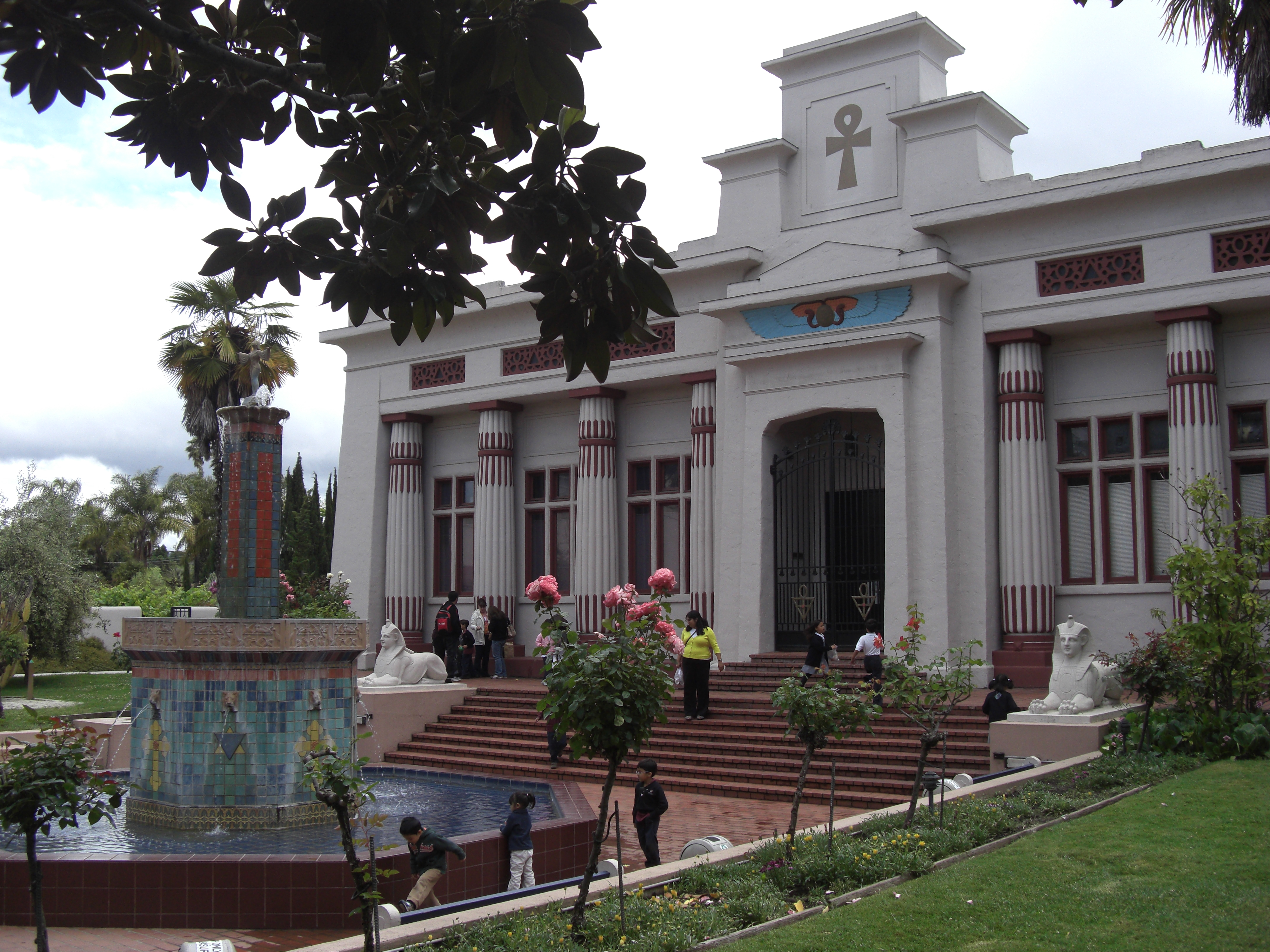
Parque Rosacruz, San José (California – EE. UU.)

Un gran número de importantes personalidades del esoterismo moderno han formado parte de los miembros de la AMORC y han ocupado cargos de responsabilidad en su seno, como por ejemplo Raymond Bernard, Nicholas Roerich, Raymond Andrea, Jean Guedson, Francois Jovillet de Castelot, Ëdith Piaf, etc. Además la AMORC, como muchas otras organizaciones rosacruces, reivindica la pertenencia en el pasado de muchas personalidades históricas, como Benjamin Franklin, Isaac Newton, René Descartes, Sir Francis Bacon, Michael Maier, Robert Fludd, etc.
La AMORC reivindica por un lado un lazo tradicional con el Antiguo Egipto y por otro uno de tipo histórico con los primeros rosacruces del siglo XVII. Está estructurada en doce grados, de los cuales los nueve primeros se corresponden con los de la Rosacruz de Oro del Antiguo Sistema, utilizados también por la SRIA (Societas Rosicruciana in Anglia). Sus tres últimos grados se denominan como de los Illuminati, aunque al parecer no guardan ninguna relación con la extinta sociedad secreta europea.
En la actualidad la AMORC cuenta, según sus propias fuentes, con más de 250.000 miembros en todo el mundo, repartidos en 16 Grandes Logias que, más allá de los países, agrupan a todos los miembros de un solo idioma. Cada Gran Logia está dirigida por un Gran Maestro. La Gran Logia suprema de AMORC reúne a todos los Grandes Maestros del mundo, y está presidida por el Imperator, título tradicional que recibe el máximo representante de la tradición rosacruz.

### Orden Rosacruz

Logo Orden Rosacruz.

Es la única organización rosacruciana en todo el mundo que no utiliza para su identificación ningún adjetivo calificativo. Fue fundada, o despertada a su actual ciclo de actividad, el 6 de enero de 1988 por los firmantes de su Manifiesto Fundacional, de entre los cuales había iniciados que pertenecían, o habían recibido formación, en diversas organizaciones iniciáticas.
Después del acto de fundación, Ángel Martín Velayos fue elegido presidente del Consejo Soberano de la Orden Rosacruz y Gran Maestro Soberano de la misma. 
La Orden Rosacruz ha tenido un gran desarrollo y, en la actualidad, cuenta con miembros en 52 países de todos los continentes, compartiendo sus enseñanzas en español, inglés, alemán, ruso, e italiano, y con Logias y Triángulos en países, de América y Europa.
La Orden Rosacruz tiene su propio sistema de enseñanzas, iniciaciones, rituales, y lecciones, y se compone de 33 Grados, de los cuales 12 corresponden a la Cámara Postular de Instrucción, 7 a la Cámara Filosófica, 3 a la Cámara Capitular, y 11 Grados adicionales que corresponden al grupo de instrucción especial conocido como el Consistorio. Las Iniciaciones, Ceremonias simbólicas, y elevación de Grados, se realizan en Templos, con un ritual propio y muy elaborado, aunque aquellos que no pueden asistir a un Templo pueden recibir sus Ceremonias Simbólicas de Introducción en su propio hogar.
Así mismo, la Orden Rosacruz cuenta con grupos selectos de miembros, elegidos por su servicio a los ideales Rosacruces, entre ellos los “Constructores del Templo” y los “Caballeros Rosacruces”.
En la actualidad, las enseñanzas de la Orden Rosacruz se transmiten por los medios más modernos (por carta postal, correo electrónico, videoconferencias, etc.), pues los Rosacruces son una institución modelo, completamente integrada en el progreso, complementando, de esta manera, los métodos más tradicionales, y la instrucción presencial de los Templos en Logias y Triángulos Rosacruces, por ello, la Orden Rosacruz  se define como una “Orden mundial, esotérica, iniciática, y tradicional, dedicada al estudio, desarrollo, y puesta en práctica de las facultades más elevadas del Ser Humano”.
En la Orden Rosacruz se han puesto en lenguaje moderno las más elevadas enseñanzas de los Rosacruces de siglos pasados, que incluyen los principios básicos de las ciencias tradicionales (astrología, alquimia, cábala, simbología, etc.) pero presentadas de manera moderna y muy práctica, de tal manera que sus estudiantes puedan utilizar sus enseñanzas para mejorar su vida y armonizarse con las fuerzas espirituales y cósmicas.

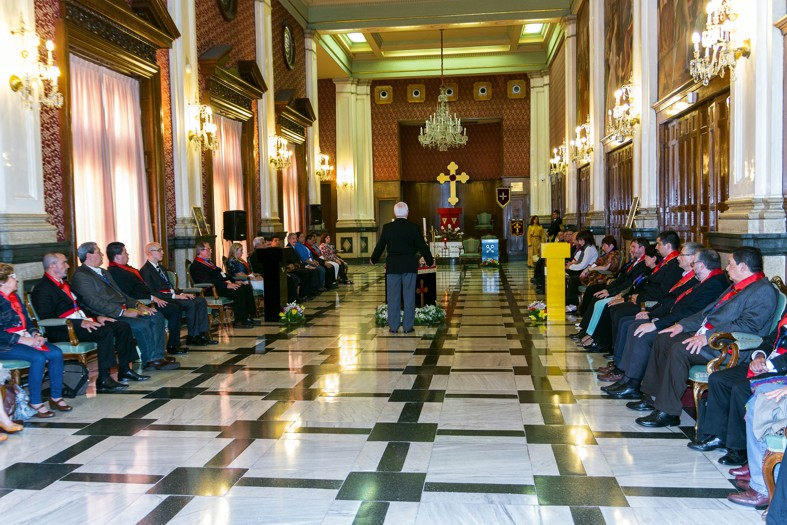
Templo Rosacruz.

Como requisitos fundamentales para ser admitidos a la Orden Rosacruz, es necesario ser mayor de edad, creer en Dios, y cumplir con las leyes del país donde se tenga el privilegio de vivir. Si un solicitante es admitido a la Orden Rosacruz, ha de pasar un periodo de tres meses en los que el aspirante llega a manejar algunos principios básicos que le preparan para recibir los Estudios Graduados.
La Orden Rosacruz declara que “La Rosa Cruz” es un arquetipo que representa al Ser Humano en el sentido más elevado del término, y que nadie es un verdadero Rosacruz por el hecho de estar afiliado a un grupo, sea el que sea, de tal manera que las escuelas denominadas Rosacruz son solamente “una escuela visible” en la que sus estudiantes se preparan para ser, algún día, y si lo merecen por su esfuerzo, verdaderos Rosacruces, unidos al ideal Rosacruz de perfección y bondad.
La Orden Rosacruz proclama que los Rosacruces son herederos espirituales de las Antiguas Escuelas de los Misterios que florecieron en Babilonia, Egipto, Grecia y Roma y, tal vez, anteriormente, pero que el movimiento Rosacruz comenzó a partir de 1378, fecha en la que, según la Fama Fraternitatis, nació su “maestro y fundador” Christian Rosenkreuz.
Han pertenecido al movimiento Rosacruz, y han transmitido sus enseñanzas que son recogidas y compartidas por la Orden Rosacruz, personajes brillantes y predecesores de la ciencia actual como Paracelso, Giordano Bruno, Galileo Galilei, Miguel Servet (el apóstol de la libertad de conciencia), Heinrich Khunrath, Kepler, Tycho Brahe, Francis Bacon, Isaac Newton, Leibniz, y muchas otras personalidades que han dado a la humanidad multitud de obras llenas de fuerza, belleza, y sabiduría, como Jakob Böhme, René Descartes, Pascal, Honoré de Balzac, Beethoven, y muchos otros literatos, artistas, y benefactores.
En la actualidad, la Sede Soberana de la Orden Rosacruz para todo el mundo se halla en la “Mansión Rosacruz” en Santa Brígida (Gran Canaria), Islas Canarias. La mansión es una amplia propiedad en la que se encuentran las oficinas administrativas, el Templo del Consejo Soberano, y los fondos documentales de la Orden Rosacruz, que cuentan con un importante número de libros antiguos, ediciones originales de antiguos tratados Rosacruces, y documentos históricos únicos.

### Orden Rosacruz Iniciática (ORCI)

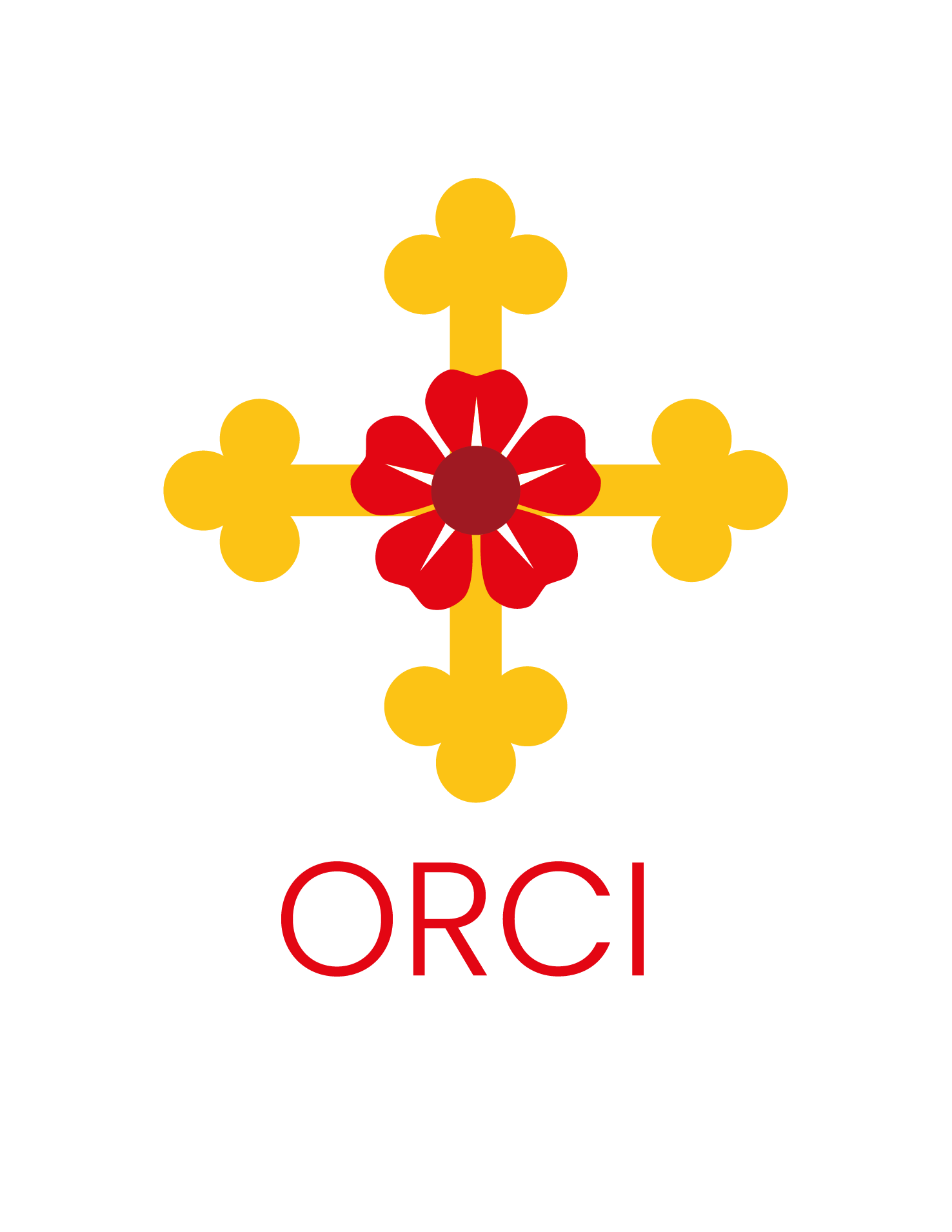
Emblema de ORCI

La Orden Rosacruz Iniciática (ORCI) es una escuela rosacruz de carácter fraternal que fundamenta sus trabajos en el estudio y la práctica de la Alquimia Espiritual, el Simbolismo, el Hermetismo y el impulso de los manuscritos rosacruces de principios del siglo XVII. 
Vinculada en su origen con la Orden del Templo de la Rosa Cruz y la Opus Philosophicae Initiationis, ORCI sustenta sus enseñanzas en la Filosofía Iniciática. Posee cinco grados de adelanto que relaciona al proceso alquímico, a saber: Cuervo (Cámara negra, nigredo), Cisne (Cámara blanca, albedo), Águila (Cámara amarilla, citrinitas), Pelícano (Cámara roja, rubedo) y Fénix (Cámara alta, quintaesencia).
Antes del ingreso formal a la Orden, el estudiante pasa por un período preliminar de un año llamado probacionismo antes de acceder a los grados de formación.
De acuerdo con ORCI, la Iniciación es un estado de conciencia que se corresponde al llamado estado Rosacruz, la iluminación de la conciencia, en un proceso ascendente, contracorriente y gradual de la oscuridad a la luz, del sueño a la vigilia, de la ignorancia a la sabiduría.
El presente ciclo de la Orden Rosacruz Iniciática comenzó el 1 de enero de 2019.

## Lista de instituciones relacionadas

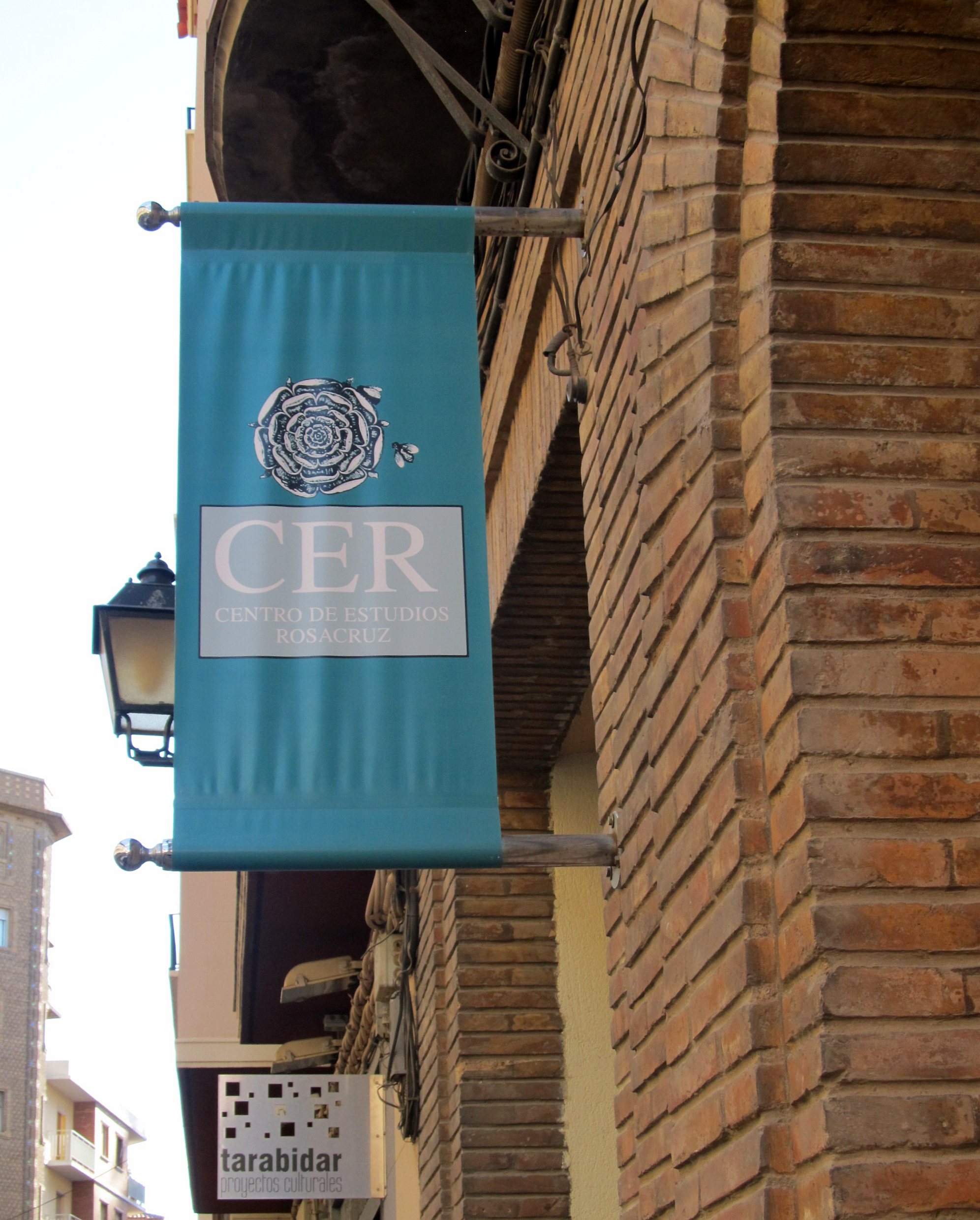
Centro de Estudios Rosacruz (Zaragoza).

La mayoría de organizaciones rosacruces, enunciadas cronológicamente, son las siguientes:
- Societas Rosicruciana in Anglia (SRIA): fundada en torno a 1860-1865 por el masón Robert Wentworth Little. En este movimiento participaron personalidades altamente reconocidas (dentro del ámbito de esta sociedad), como Eliphas Lévi, Theodor Reuss y William Wynn Westcott.

- Societas Rosicruciana in América (SRIA): se inició en Filadelfia en 1878, extendiéndose después por todo Estados Unidos.

- Societas Rosicruciana in Civitatibus Foederatis (SRICF): fundada en Pensilvania en 1879.

- Orden Hermética de la Aurora Dorada (Hermetic Order of the Golden Dawn, HOGD): fundada en 1888 por los masones Samuel Liddell MacGregor Mathers, William Wynn Westcott y William Robert Woodman, es la Primera Orden u Orden Externa, dentro del sistema de la Escuela Rosacruz de Misterios Alpha Ωmega.

- Ordre Kabbalistique de la Rose Croix (OKRC u Orden Cabalística de la Rosa Cruz): fundada en París en torno al año 1888, teniendo al marqués Stanislas de Guaita como su primer Gran Maestre, y según algunas fuentes tiene conexiones con el ocultista Papus.

- Order of the Temple et the Graal and of the Catholic Order of the Rose-Croix (CRC u Orden del Temple y del Grial y de la Orden Católica de la Rosa Cruz): iniciada por Joséphin Péladan en 1890.

- Rosae Rubeae et Aureae Crucis (R.R. et A.C.): fundada en 1892, es la Segunda Orden u Orden Interna, dentro del sistema de la Escuela Rosacruz de Misterios Alpha Ωmega.

- Ordo Templi Orientis (OTO): originalmente fundada por Carl Kellner y Franz Hartmann en torno a 1895, en 1902 acabó en manos de Theodor Reuss.

- Escuela Rosacruz de Misterios Alpha Ωmega. Fundada en 1906 por Samuel Liddell MacGregor Mathers con el nombre de Orden Rosacruz de Alpha et Omega, es una superestructura para integrar en un solo sistema coherente de tres órdenes, a la Orden Hermética de la Aurora Dorada (Primera Orden u Orden Externa), a la Rosae Rubeae et Aureae Crucis (Segunda Orden u Orden Interna) y a la Tercera Orden u Orden Secreta.[46]

- Alchemical Rose-Croix Society (Asociación Alquímica de Francia).

- The Elder Brothers of the Rose-Croix (Los Hermanos Mayores de la Rosa Cruz).

- Fraternidad Rosacruz, fundada por Max Heindel en 1909.

- Orden del Templo de la Rosa Cruz (Order of the Temple of the Rosy Cross, OTRC): fundada en Londres (Inglaterra), en 1912 por Annie Besant, Marie Russak y James Wedgwood, relacionada con la Sociedad Teosófica.

- Orden de la Rosacruz Esotérica, fundada en Alemania por Franz Hartmann.

- Antigua y Mística Orden Rosae Crucis (AMORC), fundada por Harvey Spencer Lewis en 1915.

- Antíquus Arcanus Ordo Rósae Rúbea Áurea Crucis (AAORRAC): originalmente surgida en Austria, tiene conexiones económicas con AMORC.

- Fraternitas Rosae Crucis, de Swinburne Clymer.

- Ordo Áurea et Rosae Crucis (OARC) o Antique Arcánae Órdinis Rósae Rúbea et Áurea Crucis (AAORREAC): liderada por un sucesor de Joséphin Péladan, Emille Dantinne, que inició Ralph Lewis, hijo del fundador de AMORC y su segundo imperator.

- Rose-Croix de l'Orient (Rosa-Cruz del Oriente, RCO).

- Lectorium Rosicrucianum (LR) o International School of the Golden Rosycross (Rosacruz de Oro): fue fundado por dos antiguos miembros de la FRC, Catharose de Petri y Jan van Rijckenborg, los cuales enfatizaron los conceptos gnósticos del rosacrucismo (1945).

- Fraternitas Rosacruciana Antiqua (1945). Fundada por el esoterista Alemán Arnoldo Krumm-Heller con Aulas Lucis activas en América Latina y Australia.

- Asociación Rosacruz Universal, fundada en Argentina en 1976.

- Orden Rosacruz, fundada en España en 1988 por Ángel Martín Velayos, antiguo miembro de la AMORC. Actualmente, es la única Orden de carácter rosacruciano que se llama Orden Rosacruz sin prefijos, sufijos u otros adjetivos a nivel mundial.[47][48]

- ConFraternity Rosae + Crucis (CR+C): otra disidencia de AMORC; se escindió de AMORC tras la crisis de 1989, cuando el Imperator Gary Stewart debió abandonar la organización por motivos no muy claros. Sus enseñanzas se basan en la cábala judía y las monografías originales de Harvey Spencer Lewis.

- Ancient Rosae Crucis (ARC), grupo disidente de AMORC.

- Fraternidad Rosacruciana San Pablo (FRC-SP): fundada por Lourival Camargo Pereira y con sede en São Paulo, Brasil. Está basada en la escuela de Max Heindel (La denominación San Pablo no se refiere directamente a la ciudad brasileña, sino que es un homenaje a Pablo de Tarso).

- Orden Rosacruz OM  Fundada por el V. M. Om Yeo Wams Om  (el boliviano Juan Santa Cruz Torrez) "Conforme al Orden del V. S. D. A. V. L. Melkisedec", con sede en Cochabamba - Bolivia.

- Ordo Rosaecrucis Orientis, fundada en 2002 en la ciudad de Montevideo.

- AMRA - Antigua y Mística Rosacruz Antigua, creada en 2002 en Montevideo

- Antiqvvs Traditionalis Ordo Rosaecrucis ATOR con Sede en Montevideo, Uruguay. Fundada el 2 de julio de 2005 en el Linaje Tradicional de la Orden Rosacruz. Su modalidad de Trabajo es de Instrucción en Logias regularmente constituidas y auspiciadas por su Soberano Santuario Superior.

- Orden Mística del Templo de la Rosacruz (OMTRC), sucesora moderna de la Orden del Templo de la Rosacruz de 1912. Actualmente se encuentra inactiva.

- Orden Rosacruz Iniciática (ORCI), asociada a la Opus Philosophicae Initiationis. Posee cinco grados de adelanto relacionados al proceso alquímico: Cuervo (Cámara negra, nigredo), Cisne (Cámara blanca, albedo), Águila (Cámara amarilla, citrinitas), Pelícano (Cámara roja, rubedo) y Fénix (Cámara alta, quintaesencia).

- Corona Fellowship of Rosicrucians (CFR).

- Colegio Invisible de la Rosacruz afecto a la F.R.A. en tanto que se trata del Campus Virtual del Aula Madre Lucis, para España, de la Fraternidad Rosacruz: https://colegioinvisiblerosacruz.blogspot.com/?m=0